# Ictonyx striatus
A doninha-listrada (Ictonyx striatus), é uma espécie de mamífero nativa da África Subsaariana. Apesar de ter alguma semelhança com um gambá (da família Mephitidae), ele na verdade pertence a uma família separada conhecida como Mustelidae, e a análise genética sugere que seu parente vivo mais próximo é a doninha-de-nuca-branca. Historicamente, essa espécie foi erroneamente classificada como um tipo de gambá ou preguiça. É adaptável e vive em uma ampla variedade de habitats e elevações, com preferência por ambientes abertos com níveis mais baixos de arbustos, especialmente aqueles onde há grandes ungulados presentes para controlar o crescimento dos arbustos. Ele evita florestas tropicais densas e desertos sem cobertura de arbustos, estando assim ausente da Bacia do Congo, das áreas mais costeiras da África Ocidental e das partes mais secas da Somália e da Etiópia.
Medindo 30–38 cm de comprimento, excluindo a cauda, a doninha-listrada é um mamífero pequeno, com machos crescendo maiores que as fêmeas. Sua pelagem é predominantemente preta, com listras brancas distintas descendo pelas costas e manchas brancas no rosto e na cauda, embora o padrão exato seja altamente variável entre diferentes indivíduos e populações. Um grande número de subespécies foram propostas com base nessas diferenças, embora não esteja claro quantas delas (se houver) são válidas. Perto do ânus, a doninha-listrada tem glândulas que podem espirrar um fluido nauseante e irritante em potenciais predadores como forma de se defender. Sua coloração marcante é um exemplo de aposematismo, alertando predadores sobre sua pulverização para dissuadi-los de atacar, e assume uma postura defensiva com as costas arqueadas e a cauda levantada antes de pulverizar. Fingir-se de morto é outro método que ele usa para evitar predação.
Os membros anteriores deste animal possuem garras longas e curvas, que ele usa para escavar tocas ou cavar em busca de presas invertebradas no solo ou esterco. A doninha-listrada é um animal predador e principalmente carnívoro que se alimenta principalmente de insetos, roedores e pequenos répteis, capturando-os no chão ou logo abaixo da superfície. Aves, ovos, anfíbios e outros invertebrados também são presas conhecidas. Uma criatura noturna, ele busca alimento ativamente durante a noite e se retira para uma área de descanso durante o dia, que normalmente é uma toca ou outra fenda. A maioria das presas é comida inteira e morta com uma mordida na cabeça, às vezes presas presas presas com os membros anteriores do mustelídeo, embora presas maiores possam ser mordidas em outras áreas e esfoladas antes de serem comidas. Matéria vegetal também pode ser consumida, embora seja muito mais raro do que presas animais. Devido ao seu spray defensivo, a doninha-listrada raramente é alvo de predadores, e colisões de veículos são uma causa mais comum de morte. Várias espécies de parasitas podem ocorrer neste mamífero, e ele também é um portador conhecido da raiva.
A doninha-listrada é um animal solitário, e os machos adultos são hostis uns com os outros, embora grupos familiares também possam ocorrer e vários deles possam ser mantidos juntos em cativeiro. As fêmeas toleram os machos durante a época de reprodução e, após um período de gestação de 36 dias, a mãe dá à luz e cria sua ninhada de dois ou três filhotes. Os recém-nascidos têm olhos e ouvidos fechados e quase não têm pelos, com a maior parte da pele rosada visível. As doninhas-listrados usam uma variedade de chamados diferentes para se comunicarem entre si, assim como sinais comportamentais, como pelos eriçados quando irritados ou exibir a parte inferior preta em interações amigáveis. A comunicação olfativa envolvendo seus fluidos odoríferos provavelmente também ocorre. Embora possa competir com outros pequenos carnívoros em sua área de distribuição, como mangustos, genetas e doninhas listradas africanas, isso provavelmente é minimizado pela partição de nicho. A doninha-listrada é comum na maior parte de sua área de distribuição, apesar do declínio populacional localizado, e não se acredita que enfrente grandes ameaças à sua sobrevivência geral como espécie.

## Etimologia
O nome genérico Ictonyx combina duas palavras gregas antigas, iktis (ἴκτις, que significa "marta" ou "doninha") e ónux (ὄνυξ, que significa "garra"). O nome específico é uma palavra latina que significa "listrado", em referência aos padrões nas costas do animal. Portanto, o nome científico deste animal pode ser interpretado como "garra de doninha-listrada" ou "garra de marta listrada".

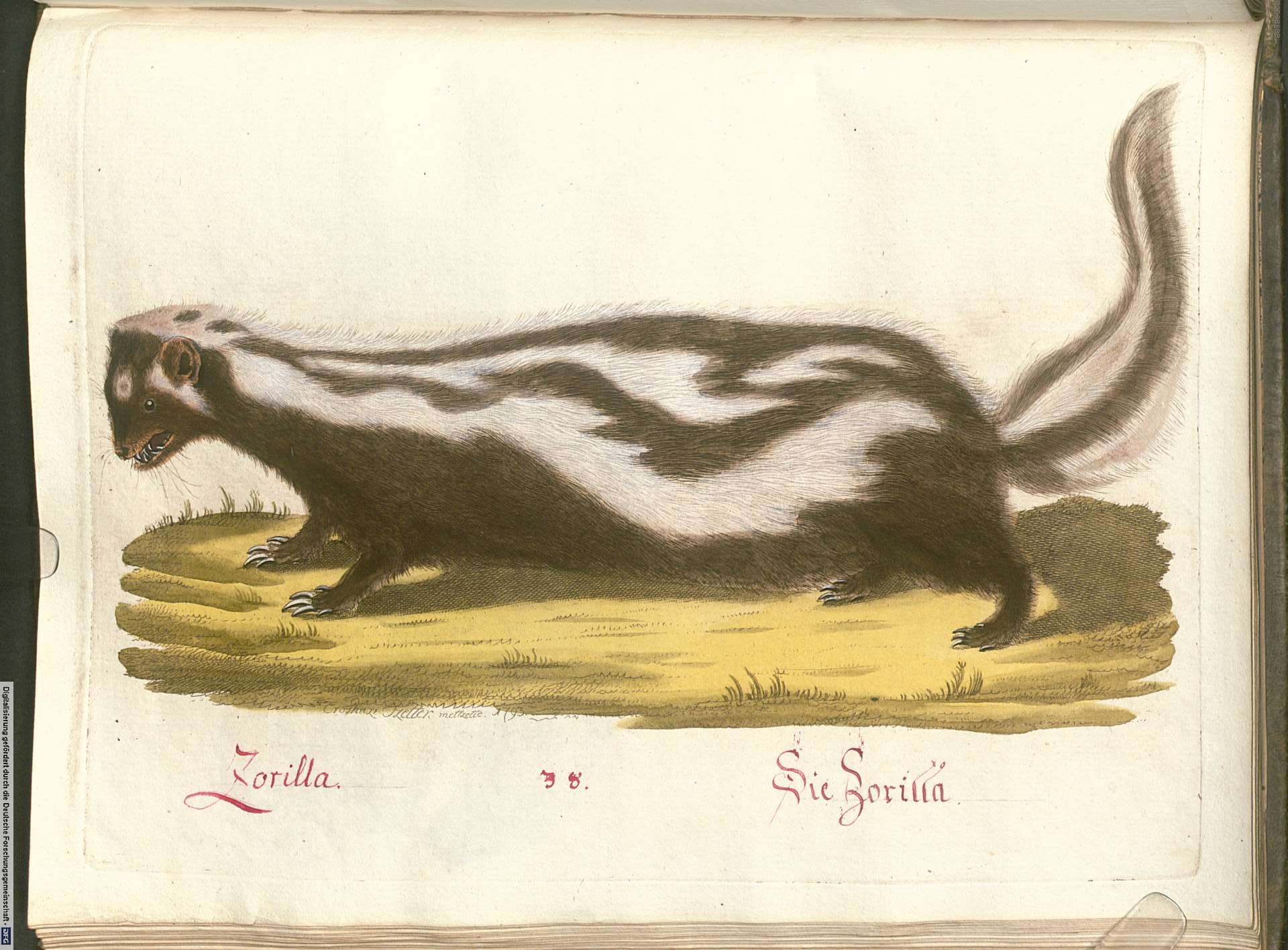
Ilustração feita em 1794 de uma doninha-listrada com uma legenda referindo-se a ela como uma 'zorilla'.

Esta espécie é conhecida por uma ampla variedade de nomes vernaculares, sendo um dos mais comuns "doninha-listrada". Outro nome comumente usado é zorilla, às vezes escrito como zorille, que vem da palavra espanhola zorillo (que significa "gambá"), uma forma diminuta do espanhol zorro (que significa "raposa"). Os nomes "gambá africano", "cogumelo africano" e "cogumelo listrado" também foram usados, embora o primeiro seja impreciso, pois este animal pertence a uma família separada dos gambás verdadeiros. Muishond é uma palavra africâner derivada do termo holandês médio muushont, que significa "cão de caça aos ratos", e também é usada em referência a várias espécies de mangusto.

## Taxonomia

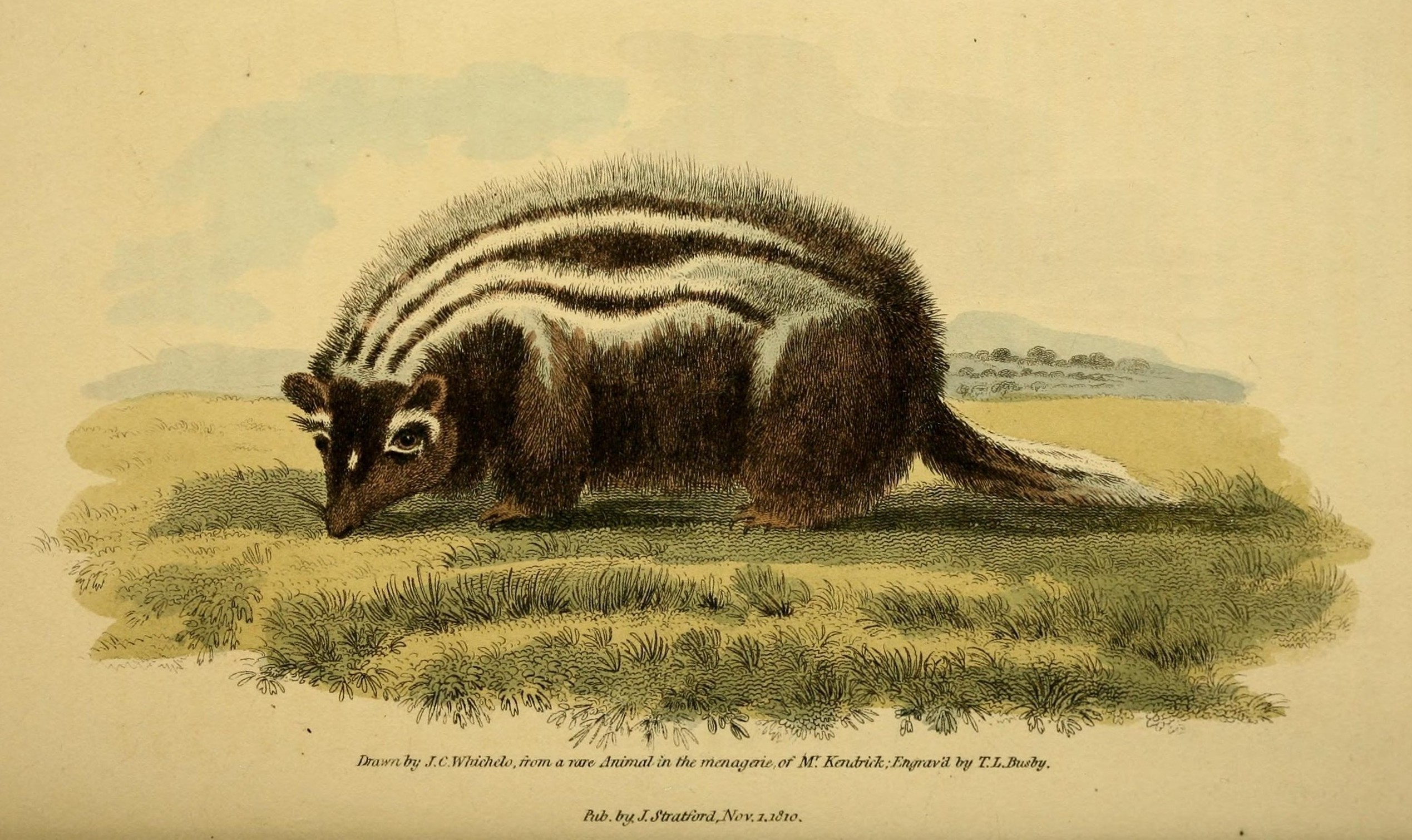
Gravura de uma doninha-listrada por Thomas Lord Busby publicada no artigo de 1810 que descreveu pela primeira vez a espécie, rotulada como Bradypus striatus.

A descrição científica mais antiga de uma doninha-listrada foi publicada em 1810 pelo naturalista inglês George Perry, que descreveu o animal com base em uma gravura feita pelo artista inglês Thomas Lord Busby. O indivíduo retratado foi visto alguns meses antes em Londres, onde o animal vivo foi exibido em um zoológico itinerante e alegava ser da América do Sul. Logo após a gravação, o zoológico mudou-se de Londres, então Perry não conseguiu examinar o animal vivo em detalhes. Com base na gravura, Perry pôde determinar que a espécie era desconhecida pela ciência, mas não tinha certeza de que tipo de animal era. Ele acreditava que tinha algumas semelhanças com vombates, coalas, ursos e doninhas, mas acabou descrevendo-o como uma espécie de preguiça do gênero Bradypus, dando-lhe o nome científico Bradypus striatus e o nome comum "preguiça-doninha".
Mais espécimes de doninhas listradas seriam analisados ao longo do século XIX, com vários autores estabelecendo novos nomes de espécies baseados neles. Desde então, descobriu-se que eles representam a mesma espécie e os táxons erigidos com base neles são, portanto, considerados sinônimos. O zoólogo britânico Andrew Smith escreveu um catálogo em 1826 dos espécimes de mamíferos no Museu Sul-Africano. Ele acreditava que um espécime representava uma espécie desconhecida de gambá do gênero Mephitis e deu a ele o nome científico de Mephitis capensis. Mais tarde, em 1829, o zoólogo alemão Johann Baptist Fischer descreveu uma espécie sob o nome de Mustela zorilla com base em espécimes do Senegal e do Cabo da Boa Esperança, na África do Sul, reconhecendo que ela pertence à família Mustelidae. Esta espécie foi movida para o gênero Putorius por Smith em 1834, renomeando-a como Putorius zorilla. O gênero Ictonyx foi estabelecido pelo naturalista alemão Johann Jakob Kaup em 1835 para conter uma única espécie, que recebeu o nome de Ictonyx capensis, marcando a primeira vez que a doninha-listrada foi atribuída a um gênero recém-estabelecido em vez de um que já existia. Kaup descreveu a espécie com base em espécimes do Cabo da Boa Esperança, na África do Sul, que são referenciados no nome específico. O nome Mephitis africana foi erigido para a doninha-listrada pelo explorador alemão Hinrich Lichtenstein em 1836, que acreditava, como Smith, que se tratava de uma espécie de gambá. No entanto, juntamente com Mustela zorilla, este nome foi sinonimizado em 1841 com Rhabdogale mustelina, um táxon estabelecido por Johann Andreas Wagner naquele ano.
No início do século XX, a doninha-listrada era comumente chamada pelo nome científico Zorilla striata, com especialistas como Édouard Louis Trouessart e William Lutley Sclater usando-a em suas publicações. Este nome foi usado pela primeira vez em 1861 por Edgar Leopold Layard. No entanto, foi apontado pelo zoólogo americano Arthur H. Howell em 1906 que esse nome é inválido; o nome específico striata se origina de uma publicação de 1800 de George Shaw, mas é baseado em Viverra putorius e, portanto, refere-se ao gambá malhado oriental, enquanto o nome genérico Zorilla é preocupante, pois já foi usado por Lorenz Oken em 1816. Howell determinou que o nome específico apropriado para o animal deveria ser capensis, pois ele acreditava que era o mais antigo dado a ele (por Smith em 1826). Ele também concluiu que seu nome genérico apropriado deveria ser Ictonyx, uma vez que o animal não pertence a nenhum dos outros gêneros em que foi anteriormente colocado e requer seu próprio gênero, atribuindo-lhe assim o nome binomial Ictonyx capensis. Em 1915, o biólogo americano Ned Hollister percebeu que a "preguiça-doninha" descrita por Perry em 1810 é na verdade uma doninha-listrada e, portanto, provavelmente é originária da África e não da América do Sul, como se afirmava anteriormente. Com esse conhecimento, striatus tornou-se o nome específico válido mais antigo atribuído à doninha-listrada, dando-lhe prioridade sobre capensis, e o nome binomial próprio do animal é, portanto, Ictonyx striatus.

### Subespécies

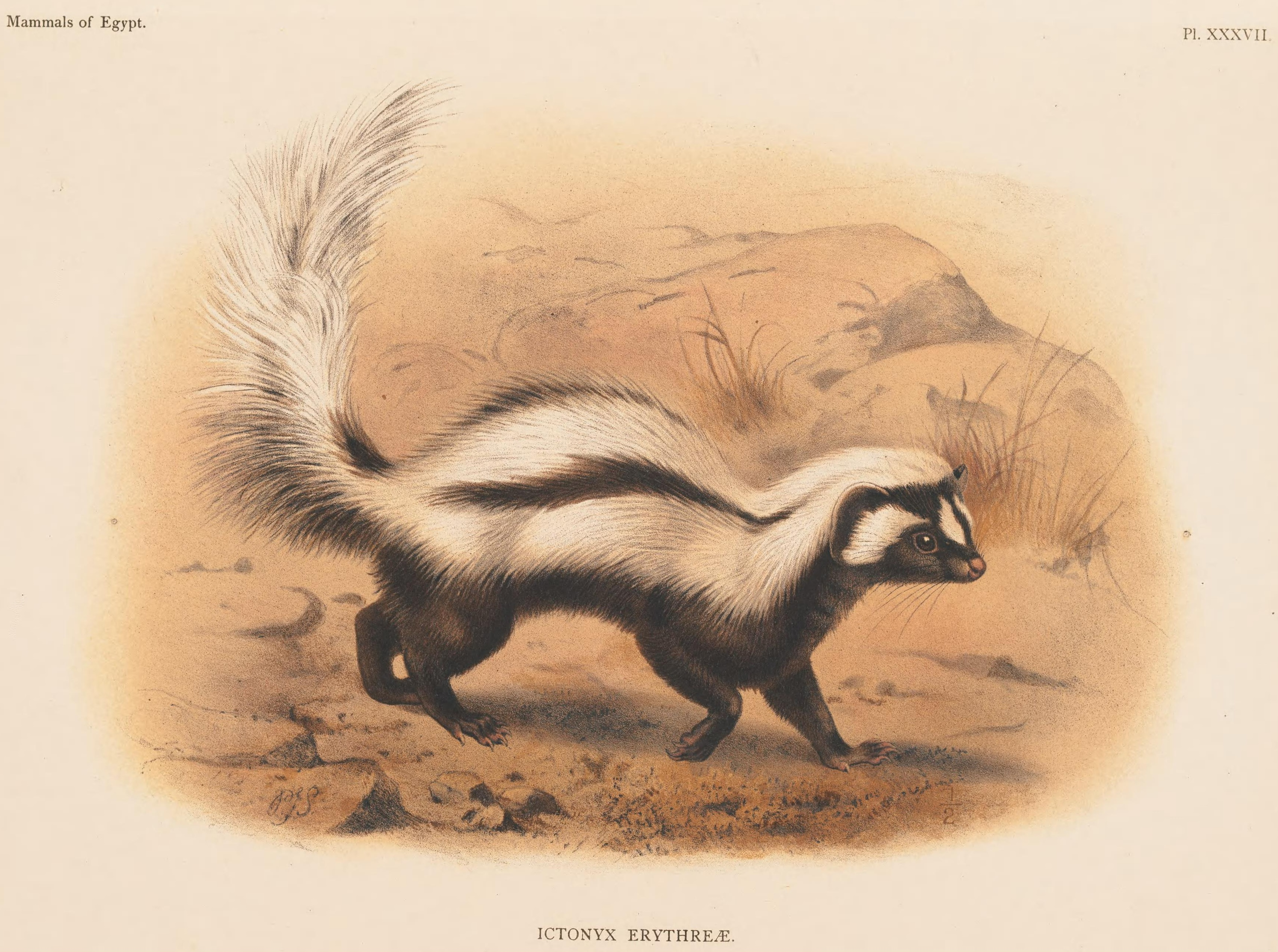
Ilustração da subespécie proposta Ictonyx striatus erythreae publicada em 1902.

Várias subespécies de doninha-listrada foram propostas, embora haja debate entre diferentes autores sobre quantas delas são válidas. Alguns autores os categorizaram em três grupos com base na geografia, nomeadamente I. s. striatus na África Austral, I. s. erythrae no nordeste e leste da África, e I. s. senegalensis na África Ocidental. No entanto, outros acreditam que as supostas subespécies não podem ser distinguidas consistentemente umas das outras ou que as suas áreas geográficas não podem ser determinadas, de modo que a espécie é na verdade monotípica e todas as subespécies propostas devem ser consideradas inválidas. As seguintes 19 subespécies foram reconhecidas na terceira edição de Mammal Species of the World publicada em 2005:
| Subespécie                          | Autoridade trinomial         | Descrição | Localidade                                           |
| ----------------------------------- | ---------------------------- | --- | ---------------------------------------------------- |
| I. s. striatus (subespécie nominal) | Perry, 1810                  | Em grande parte preto, com quatro listras brancas nas costas, uma mancha branca na testa e manchas brancas abaixo das orelhas.                                                                                        | Província do Cabo, África do Sul                     |
| I. s. albescens                     | Heller, 1913                 | Padrões brancos no dorso muito extensos, com as partes pretas da nuca e ombros reduzidas a finas listras. | Cume do Monte Lololokwi, Quênia                      |
| I. s. arenarius                     | Roberts, 1924                | Menor e com orelhas maiores do que a subespécie nominal, com listras brancas mais largas e puras (em vez de branco-amarelado como algumas outras subespécies).                                                        | Baía de Lambert, África do Sul                       |
| I. s. elgonis                       | Granvik, 1924                | |                                                      |
| I. s. erythreae                     | de Winton, 1898              | Menor que a subespécie nominal, com coloração semelhante a esta, mas as listras dorsais pretas são mais estreitas sobre os lombos e a mancha branca sob a boca é mais extensa nesta subespécie.                       | Habr Heshi, Somalilândia                             |
| I. s. ghansiensis                   | Roberts, 1932                | Semelhante ao I. s. arenarius, mas com mais branco nas costas devido às listras pretas mais estreitas e um crânio mais largo.                                                                                         | Gemsbok Pan, África do Sul                           |
| I. s. giganteus                     | Roberts, 1932                | Muito maior que I. s. kalaharicus, com listras dorsais pretas claramente definidas (embora mais estreitas do que na subespécie nominal), e a metade posterior da cauda é preta.                                       | Shorobe, Botsuana                                    |
| I. s. intermedius                   | Anderson and de Winton, 1902 | Menores que I. s. senegalensis, os padrões brancos na parte frontal e na frente das orelhas geralmente se fundem. | Lado, perto de Gondokoro, Sudão do Sul               |
| I. s. kalaharicus                   | Roberts, 1932                | As listras dorsais brancas são muito largas, reduzindo as listras pretas a linhas estreitas sobre os ombros, deixando-as claramente visíveis apenas atrás dos ombros. A metade posterior da cauda é preta.            | Kuke Pan, Kalahari Central, Botsuana                 |
| I. s. lancasteri                    | Roberts, 1932                | Possui listras dorsais pretas largas e, ao contrário de outras subespécies da África Austral, as listras dorsais brancas conectam-se à mancha frontal branca.                                                         | Choma, Zâmbia                                        |
| I. s. limpopoensis                  | Roberts, 1917                | Possui listras dorsais bem definidas e muito pouco branco na cauda (apenas na ponta) em comparação com a subespécie nominal, com uma mancha frontal pequena e quase circular.                                         | Mooivlei, África do Sul                              |
| I. s. maximus                       | Roberts, 1924                | Maior do que as outras subespécies sul-africanas, particularmente no crânio e nos dentes, com listras brancas cremosas como as da subespécie nominal.                                                                 | Wakkerstroom, África do Sul                          |
| I. s. obscuratus                    | de Beaux, 1924               | Semelhante a I. s. shoae em tamanho e coloração, mas com mais branco no dorso (devido às listras pretas mais estreitas) e pelo mais curto.                                                                            | Luuq, Somália                                        |
| I. s. orangiae                      | Roberts, 1924                | Menor que a subespécie nominal, com listras brancas mais estreitas e uma faixa interna descontínua quebrada no meio das costas e na garupa.                                                                           | Angra Pequina, ao sul de Bothaville, África do Sul   |
| I. s. ovamboensis                   | Roberts, 1951                | De tamanho intermediário entre I. s. kalaharicus e I. s. giganteus, mas com dentes carnassiais e molares superiores menores. A cauda é predominantemente preta, e as listras dorsais pretas são claramente definidas. | Oshikango, Namíbia                                   |
| I. s. pretoriae                     | Roberts, 1924                | Semelhante a I. s. orangiae, mas com dentes carnassiais superiores maiores e pelos mais escassos na parte inferior.                                                                                                   | Boekenhoutfontein, África do Sul                     |
| I. s. senegalensis                  | Fischer, 1829                | Padrões brancos mais largos do que na subespécie nominal. | Senegal                                              |
| I. s. shoae                         | Thomas, 1906                 | Um pouco maior que a subespécie nominal, com cauda menos branca e mancha frontal maior. | Adis Abeba, Etiópia                                  |
| I. s. shortridgei                   | Roberts, 1932                | Subespécie muito grande, as listras dorsais pretas são mais estreitas na parte frontal do corpo, a cauda é mais branca do que na subespécie sul-africana.                                                             | Rio Maschi na fronteira da Faixa de Caprivi, Namíbia |

### Evolução

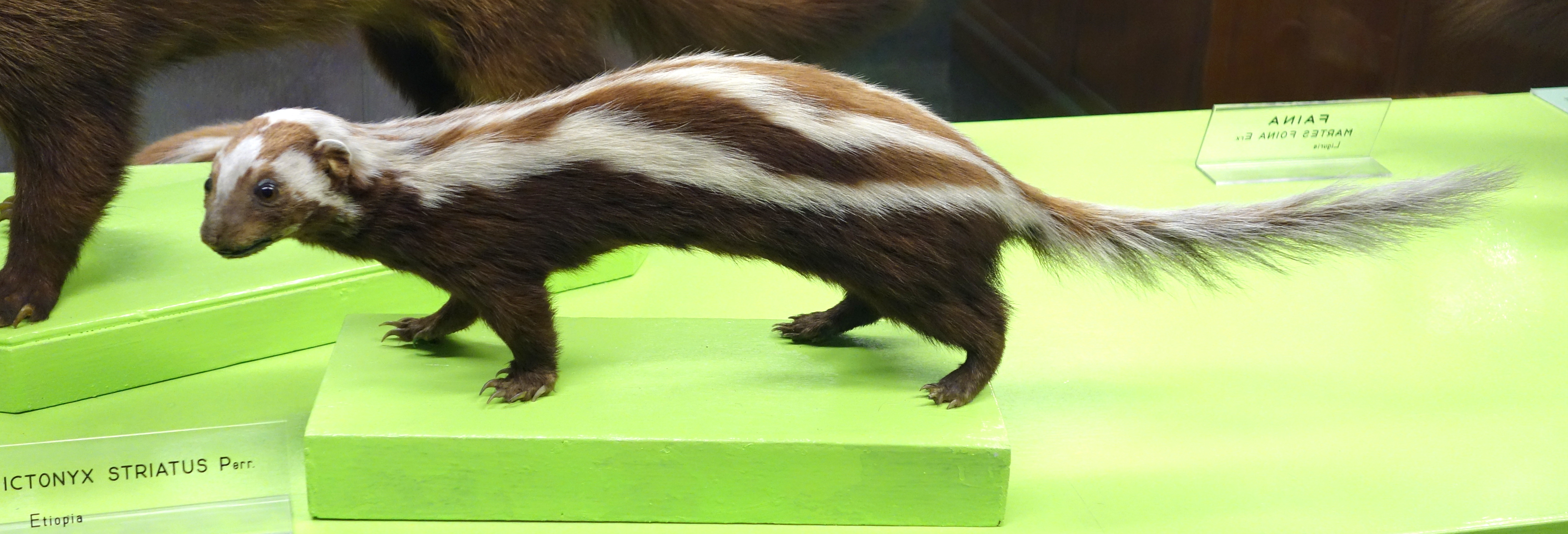
Espécime taxidermizado de doninha-listrada exibido no Museo Civico di Storia Naturale Giacomo Doria, Gênova, Itália.

A doninha-listrada é a espécie-tipo do gênero Ictonyx e pertence à subfamília Ictonychinae (à qual o gênero empresta seu nome) dentro da família Mustelidae. Os membros de Ictonychinae podem ser divididos em duas tribos, Ictonychini e Lyncodontini. Esta espécie faz parte da antiga tribo, que compartilha com a doninha-de-nuca-branca, a doninha-listrada do Saara e o toirão-jaspeado. Foi demonstrado por meio de análise genética que o parente vivo mais próximo da doninha-listrada é a doninha-listrada africana, com vários estudos recuperando as duas como táxons irmãs. Um estudo publicado em 2008 propôs que as linhagens dessas duas espécies divergiram entre 2,7 e 2,2 milhões de anos atrás, enquanto um estudo posterior de 2012 sugeriu uma data anterior entre 4,3 e 3,4 milhões de anos atrás para essa divergência. O cladograma a seguir mostra a posição da doninha-listrada entre seus parentes vivos mais próximos, de acordo com Gray et al. (2022): 
|  | Ictonyx libycus (Doninha-listrada do Saara)                                                                            |
|  | |
|  | \| \| Ictonyx striatus (Doninha-listrada) \| \| \| \| \| \| Poecilogale albinucha (Doninha-de-nuca-branca) \| \| \| \| |
|  | |
|  | Ictonyx striatus (Doninha-listrada)                                                                                    |
|  | |
|  | Poecilogale albinucha (Doninha-de-nuca-branca)                                                                         |
|  | |

|  | Ictonyx striatus (Doninha-listrada)            |
|  |                                                |
|  | Poecilogale albinucha (Doninha-de-nuca-branca) |
|  |                                                |

|  | Ictonyx libycus (Doninha-listrada do Saara)                                                                            |
|  | |
|  | \| \| Ictonyx striatus (Doninha-listrada) \| \| \| \| \| \| Poecilogale albinucha (Doninha-de-nuca-branca) \| \| \| \| |
|  | |
|  | Ictonyx striatus (Doninha-listrada)                                                                                    |
|  | |
|  | Poecilogale albinucha (Doninha-de-nuca-branca)                                                                         |
|  | |

|  | Ictonyx striatus (Doninha-listrada)            |
|  |                                                |
|  | Poecilogale albinucha (Doninha-de-nuca-branca) |
|  |                                                |

|  | Ictonyx libycus (Doninha-listrada do Saara)                                                                            |
|  | |
|  | \| \| Ictonyx striatus (Doninha-listrada) \| \| \| \| \| \| Poecilogale albinucha (Doninha-de-nuca-branca) \| \| \| \| |
|  | |
|  | Ictonyx striatus (Doninha-listrada)                                                                                    |
|  | |
|  | Poecilogale albinucha (Doninha-de-nuca-branca)                                                                         |
|  | |

|  | Ictonyx striatus (Doninha-listrada)            |
|  |                                                |
|  | Poecilogale albinucha (Doninha-de-nuca-branca) |
|  |                                                |

|  | Ictonyx libycus (Doninha-listrada do Saara)                                                                            |
|  | |
|  | \| \| Ictonyx striatus (Doninha-listrada) \| \| \| \| \| \| Poecilogale albinucha (Doninha-de-nuca-branca) \| \| \| \| |
|  | |
|  | Ictonyx striatus (Doninha-listrada)                                                                                    |
|  | |
|  | Poecilogale albinucha (Doninha-de-nuca-branca)                                                                         |
|  | |

|  | Ictonyx striatus (Doninha-listrada)            |
|  |                                                |
|  | Poecilogale albinucha (Doninha-de-nuca-branca) |
|  |                                                |

Restos fossilizados de doninhas listradas foram descobertos em várias localidades da idade do Pleistoceno na África do Sul, como a Caverna Die Kelders, a Caverna Blombos e um preenchimento de fissura em Swartklip. Entre os espécimes mais antigos, encontram-se os originários do Sítio de Colheita Marinha na Baía de Saldanha e provavelmente datam de uma fase mais fria do Último Período Interglacial, entre 128.000 e 74.000 anos atrás. Uma espécie extinta conhecida a partir de fósseis foi anteriormente atribuída ao gênero Ictonyx e recebeu o nome de Ictonyx bolti em 1985, pois acreditava-se na época que a doninha-listrada era seu parente vivo mais próximo. No entanto, análises mais aprofundadas de seus restos mortais mostraram que ele está mais intimamente relacionado à doninha-de-nuca-branca, então em 1987 essa espécie foi movida para seu próprio gênero separado, denominado Propoecilogale.

## Características físicas

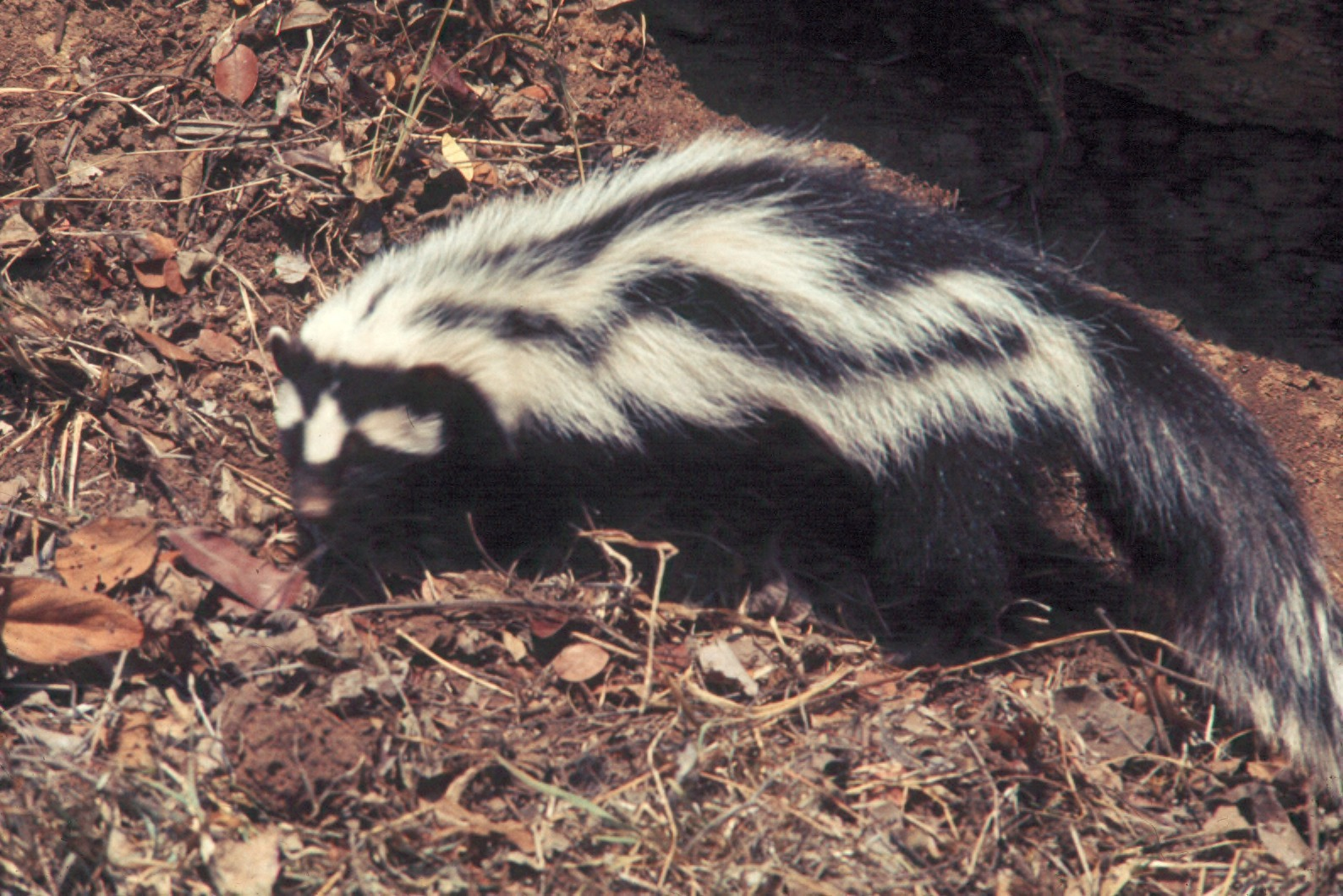
Uma doninha-listrada vista de uma perspectiva ligeiramente elevada, com as listras descendo pelas costas claramente visíveis.

A doninha-listrada é um pequeno mamífero, crescendo cerca de 30–38 cm (12–15 in) e comprimento, excluindo a cauda (que adiciona 22–30 cm (8,7)11.8 in,) e pesando de 0,7 a 1,4 quilogramas (1,5 a 3,1 lb). Esta espécie apresenta dimorfismo sexual em tamanho, com os machos sendo os maiores dos dois sexos e pesando cerca de 50% a mais que as fêmeas. A coloração específica varia de acordo com o local. Geralmente, a doninha-listrada é predominantemente preta, com uma larga faixa branca na parte de trás da cabeça que se divide em quatro listras brancas que se estendem pelas costas do animal e em direção à cauda. A parte inferior e os membros são inteiramente pretos. A coloração preta e branca está presente na cauda, com a base geralmente sendo preta, mas a proporção de cores é variável entre os indivíduos da espécie. A cabeça é predominantemente preta, com duas grandes manchas brancas nas bochechas que se estendem desde abaixo das orelhas até a parte de trás dos olhos, uma mancha branca na testa e franjas brancas nas orelhas, embora a extensão e o tamanho exatos desses padrões faciais também sejam altamente variáveis. As manchas nas bochechas e a mancha na testa são geralmente distintamente separadas, mas podem ser fundidas em uma única faixa branca em alguns indivíduos da África Ocidental Como muitos outros mustelídeos, a doninha-listrada possui glândulas perto do ânus que podem expelir um fluido nocivo quando se sente ameaçada, e seus padrões distintos são um exemplo de coloração aposemática, servindo como um aviso para predadores em potencial.

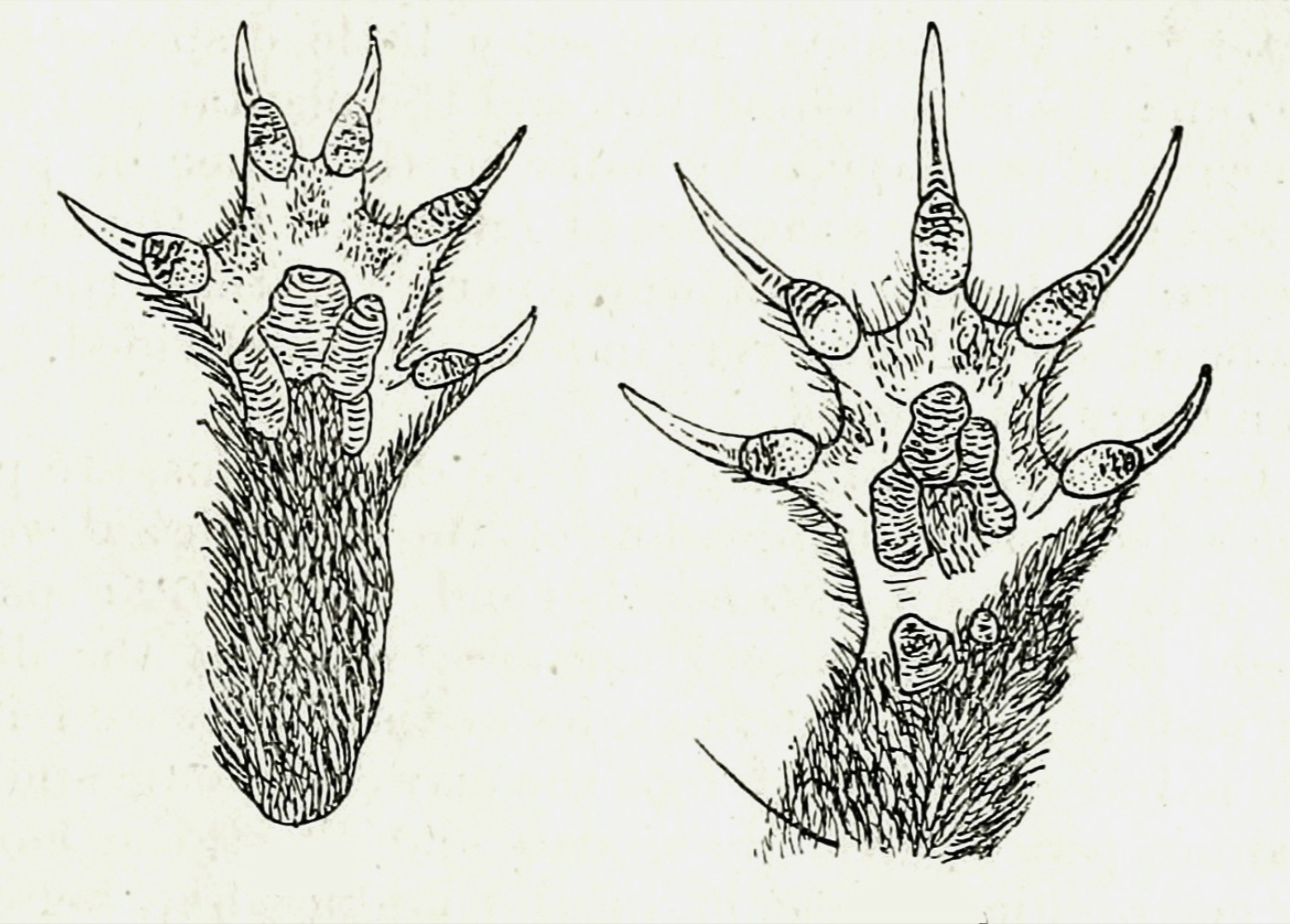
Ilustração representando a parte inferior das patas traseiras (à esquerda) e dianteiras (à direita) da pata direita.

O pelo nas costas de uma doninha-listrada é sedoso e longo, crescendo 50–60 mm (2.0–2.4 in) de comprimento, enquanto o pelo na cabeça é mais curto e tem apenas 6–7 mm (0.24–0.28 in). A pelagem da cauda é particularmente longa, atingindo 70–80 mm (2.8–3.1 in), dando à cauda uma aparência espessa. Todas as garras e dedos tocam o chão quando o animal está andando, e suas impressões podem ser vistas nas pegadas. Há cinco dedos em cada um dos quatro membros, com cada dedo portando uma garra. As garras dos membros anteriores são mais longas e curvas do que as dos membros posteriores, com as primeiras crescendo cerca de 18 milímetros (0,71 pol) enquanto os últimos tendem a medir apenas 10 milímetros (0,39 pol). As patas dianteiras são maiores que as traseiras e as solas das quatro patas não têm pelos. Cada pata é estreita e a maioria dos dedos são bem separados, embora o terceiro e o quarto dedos de cada pata traseira sejam próximos. Cada dígito tem uma almofada oval, e cada pata tem uma almofada de quatro lóbulos formando um formato com um entalhe na parte de trás, com cada pata dianteira tendo duas almofadas carpais adicionais na área do pulso. Todas essas almofadas têm ranhuras grossas.
O crânio é fortemente constituído, com uma caixa craniana larga na parte posterior e mais estreita na parte frontal, além de um focinho curto e rombudo. O palato também é largo na parte posterior, tornando-se mais estreito após os dentes molares. Os olhos estão localizados perto da parte frontal da cabeça, com a distância entre as bordas frontais das órbitas oculares e a ponta da maxila sendo apenas um quarto do comprimento de todo o crânio. Não há crista sagital nesta espécie, embora duas cristas baixas servindo como inserções para os músculos temporais sejam visíveis desde as cristas supraoccipitais (na parte de trás do crânio) até os processos pós-orbitais (atrás das órbitas oculares). As bulas auditivas (estruturas ósseas que contêm os ouvidos médio e interno) são largas e planas, e os arcos zigomáticos (ossos em forma de arco nas bochechas) são mais largos na base do que no centro. A dentição tem uma fórmula dentária de {\displaystyle {\tfrac {3.1.3.1}{3.2.3.2}}}, ou seja, três incisivos, um canino e três pré-molares em cada metade de cada maxilar, com cada metade do maxilar superior tendo um molar enquanto a do maxilar inferior tem dois, totalizando 34 dentes. Os caninos são curtos e robustos, com os caninos inferiores curvados para trás nas pontas, e os incisivos externos do maxilar superior são mais longos que os incisivos internos, sendo usados junto com os caninos para subjugar as presas. Os molares possuem amplas superfícies de trituração, permitindo ao animal triturar alimentos, especialmente insetos.

## Distribuição ehabitat

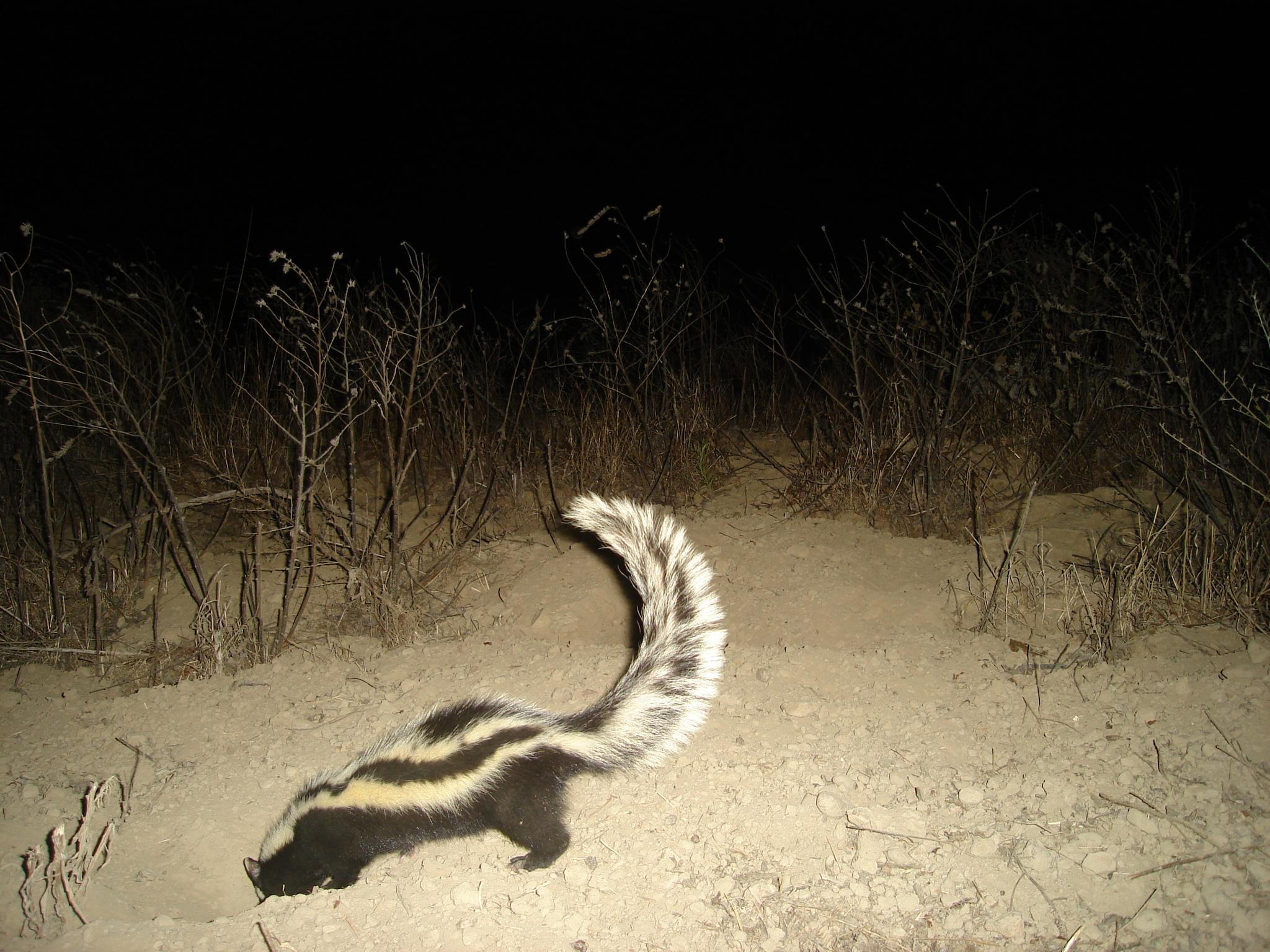
Doninha-listrada selvagem vista na Cidade do Cabo, África do Sul.

Endêmico da África, a doninha-listrada é um animal adaptável e muito difundido pelo continente. Habita a maior parte da África Subsaariana, desde a Mauritânia até ao sudeste do Egito, no norte, e estendendo-se para sul até à África do Sul. No entanto, está ausente das densas florestas tropicais da África Ocidental e da Bacia do Congo, bem como das áreas secas do nordeste da Somália e da Etiópia. Ainda assim, a espécie apresenta tolerância a muitos tipos de habitats, ocorrendo em pastagens, florestas, áreas rochosas e desertos. Pode habitar áreas secas se houver cobertura de matagal, tendo sido registrado em elevações e dunas de areia do deserto do Namibe, mas também pode ser encontrado em regiões com alta pluviosidade. Parece ter preferência por ambientes abertos, possivelmente porque a exposição torna outros pequenos carnívoros vulneráveis à predação (especialmente de aves de rapina), enquanto a doninha-listrada pode se defender com seus respingos nocivos, reduzindo assim a competição. Na maioria das vezes, é encontrado em habitats com grandes populações de ungulados, devido ao nível mais baixo de arbustos onde esses pastadores ocorrem. A doninha-listrada ocorre em uma ampla gama de elevações, desde o nível do mar até 4 180 metros (14 000 pé) acima do nível do mar, conforme evidenciado por avistamentos no Monte Quênia. Não se limita a ambientes naturais e até mesmo entra em áreas desenvolvidas pela atividade humana, como plantações e jardins.

## Comportamento e biologia

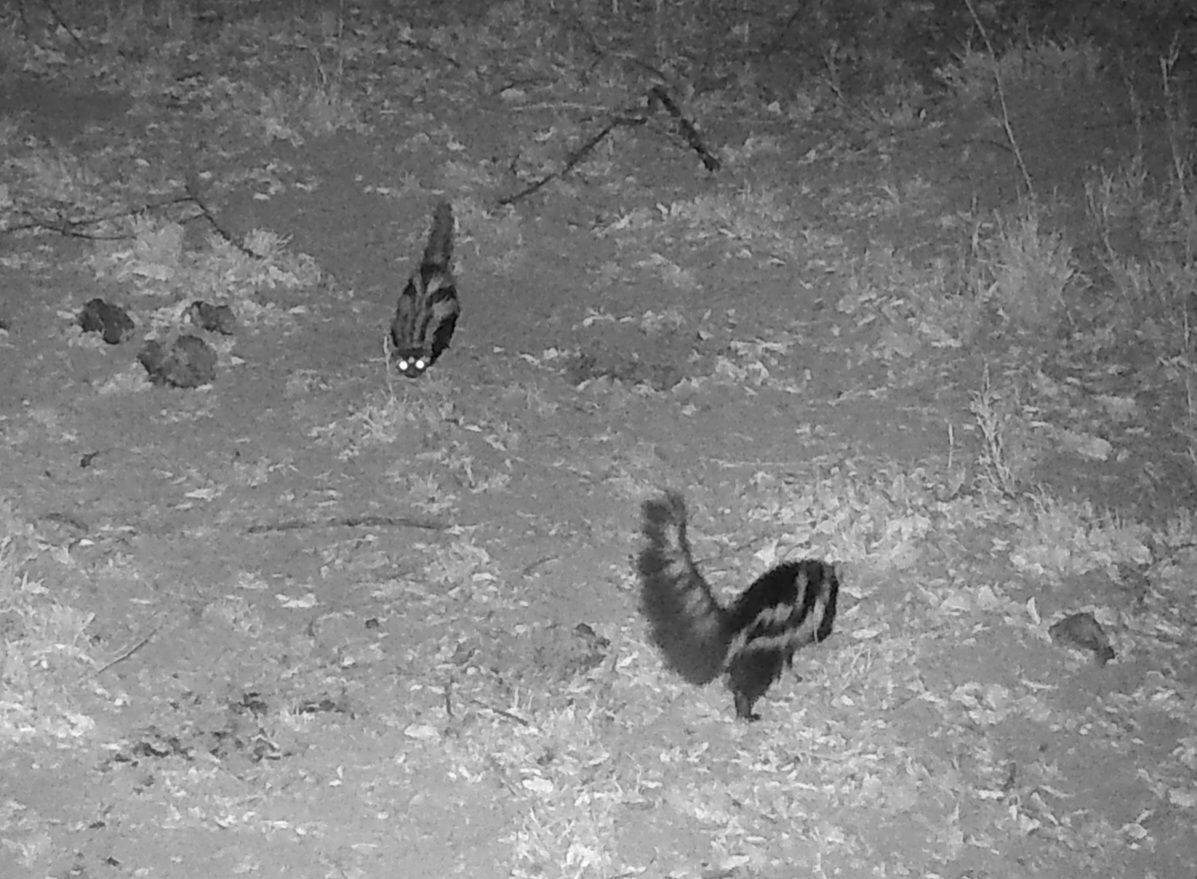
Embora sejam principalmente solitários, as doninhas-listradas às vezes aparecem em pares.

A doninha-listrada é uma criatura geralmente solitária, embora às vezes possa ser vista em pares, e grupos compostos por mais de dois indivíduos geralmente são pequenos grupos familiares compostos por uma mãe e seus filhotes. Os machos e as fêmeas permanecem geralmente separados e toleram a presença um do outro durante o acasalamento, enquanto os machos adultos são hostis uns com os outros. Vários grupos familiares podem ser mantidos juntos em cativeiro com conflito mínimo e até mesmo se limparem uns aos outros, sugerindo que não são exclusivamente territoriais. Vários estudos publicados a partir de 1971 afirmaram que as populações de doninhas listradas apresentam proporções sexuais tendenciosas em relação aos machos, com proporções entre machos e fêmeas variando de 1,61:1 em Cuazulo-Natal a 3,3:1 na antiga Província do Cabo. Isso pode ocorrer porque os machos são mais ativos e dispostos a se aproximar de objetos desconhecidos, tornando-os mais fáceis de serem observados.
A espécie caminha com um andar semelhante ao do gambá, com o dorso levemente arqueado e a cauda estendida horizontalmente alinhada ao corpo enquanto trota lentamente. Embora seja capaz de nadar e subir em árvores, ele tende a evitar fazer qualquer uma das duas coisas. É noturno, caçando principalmente à noite e recuando para descansar durante o dia. As áreas de descanso incluem tocas, buracos sob edifícios e rochas, troncos ocos e até galhos de árvores de até 3 metros (9,8 pé) acima do solo. Este animal é um escavador poderoso, usando as garras de seus membros dianteiros para cavar suas próprias tocas, embora frequentemente habite tocas feitas por outros animais. O uso da toca é frequentemente temporário, embora as mães com filhotes tendam a permanecer em uma toca, a menos que haja perturbação.

### Reprodução
A temporada de reprodução da doninha-listrada tem uma longa duração, embora a época exata do ano varie entre diferentes populações. Em Cuazulo-Natal, dura da primavera até o final do verão, com os testículos do macho permanecendo grandes de setembro a abril (primavera ao início do outono) e encolhidos durante o resto do ano. Em outras partes da África do Sul, foram registados juvenis e fêmeas grávidas em abril e de setembro a dezembro. Na área ao redor do Lago Chade, indivíduos jovens foram vistos de setembro a novembro, sugerindo que a população local se reproduz durante a estação chuvosa. Avistamentos de juvenis na África Oriental são relatados nos meses de fevereiro, junho, setembro e outubro. Doninhas-listradas mantidas em zoológicos (especificamente o Parque Zoológico Nacional, o Zoológico de Toronto e Wilhelma) foram registradas dando à luz durante todo o ano, sugerindo que em cativeiro não há restrição ao período de reprodução.
Embora geralmente hostil com os machos, a fêmea será mais tolerante com eles quando estiver receptiva, agachando-se na frente dos machos e permitindo que eles cheirem sua vulva, às vezes também assumindo uma postura submissa com o pescoço estendido, boca aberta e cabeça virada para o lado. O macho então a puxa para uma área coberta pela parte de trás do pescoço. Esse processo pode se repetir várias vezes antes da cópula ocorrer, durante a qual o macho monta na fêmea, ocasionalmente mordendo a parte de trás do pescoço dela, enquanto seus membros anteriores estão presos na região lombar dela enquanto ela permanece agachada. A cópula pode durar entre 25 e 106 minutos, e durante todo esse tempo o macho empurra a pélvis com pausas entre elas, enquanto a fêmea emite latidos e guinchos altos. Após a concepção, o período de gestação de uma doninha-listrada é de cerca de 36 dias. A fêmea geralmente dá à luz uma ninhada por ano de dois a três filhotes, mas pode reproduzir mais de uma vez se a ninhada for perdida precocemente. Ao dar à luz, a mãe deita-se de lado, lambendo regularmente sua área genital enquanto uma das patas traseiras fica levantada. Ela lambe e cheira cada recém-nascido logo após o nascimento e o ignora enquanto faz o parto dos filhotes restantes. A mãe protege seus filhotes até que eles sejam capazes de sobreviver por conta própria.
Os recém-nascidos são altriciais e completamente vulneráveis; nascem cegos, surdos e quase sem pelos. Eles têm apenas 110–115 milímetros (4,3–4,5 pol) de comprimento e pesam cerca de 15 gramas (0,53 oz) ao nascer, e embora as fendas dos olhos e as abas das orelhas externas sejam visíveis, ambas estão fechadas. Eles parecem principalmente rosados porque sua pele é visível, embora listras escuras já sejam visíveis nessa idade. A mãe carrega seus recém-nascidos na boca pelos ombros ou costas e, quando eles completam três semanas de vida, ela os levanta pelo pescoço. Aos dez dias de idade, pelos brancos crescem para cobrir os filhotes, e eles começam a rastejar por curtas distâncias. As listras pretas e brancas características tornam-se visíveis entre 19 e 21 dias após o nascimento, e aos 39 dias eles começam a andar. Os olhos começam a abrir quando eles têm 35 dias de idade e ficam totalmente abertos depois de mais uma semana. Os caninos de leite inferiores nascem aos 32 dias, quando os filhotes começam a comer as partes moles das presas mortas pela mãe, e os caninos permanentes crescem antes que os caninos de leite sejam todos eliminados. Os filhotes que começaram a comer alimentos sólidos mamariam menos e, por volta das oito semanas, seriam desmamados.

### Mecanismos de defesa

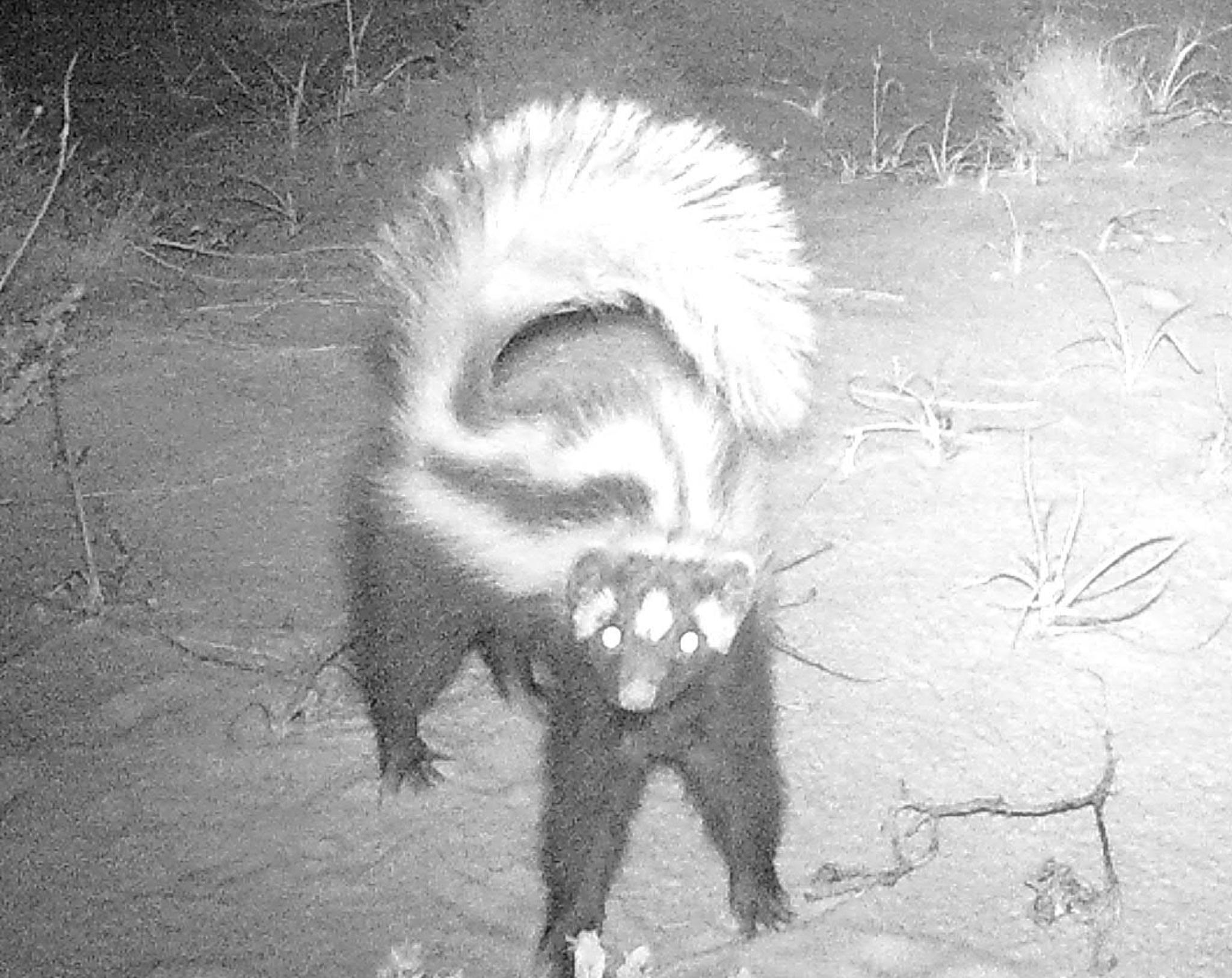
Doninha-listrada selvagem fazendo uma demonstração de ameaça no Parque Nacional de Elefantes de Addo, África do Sul.

Quando ameaçado, a doninhas-listrada geralmente foge entrando rapidamente em sua toca. Se não for possível fazê-lo, ele assumirá uma postura deimática (demonstração de ameaça) com as costas arqueadas, a extremidade traseira voltada para o oponente e a cauda erguida no ar ou enrolada sobre as costas, às vezes emitindo um ruído semelhante a um guincho. Se a ameaça ainda não tiver sido afastada, a doninha irá expelir um fluido fétido a partir das glândulas perto do seu ânus. Este fluido é composto por um óleo leve e amarelo e uma fase aquosa translúcida e incolor. É nauseante e muito irritante para os olhos, servindo como defesa contra predadores, de forma semelhante aos gambás. O odor repele efetivamente a maioria dos predadores mamíferos, embora as aves tendam a ser mais tolerantes a aromas. Considerando que os sprays dos gambás repelem os falcões com sucesso, e que o spray da doninha-listrada provavelmente tem uma composição semelhante, este método de defesa ainda pode funcionar contra aves de rapina.
Ocasionalmente, foi relatado que a doninha-listrada finge estar morta quando confrontada por predadores. Ao fazer isso, ele fica deitado no chão, com as costas voltadas para cima, exibindo suas listras para as ameaças. Esse padrão é um exemplo de aposematismo, alertando que a doninha pode se defender com seu spray e que seu gosto é ruim. O spray nocivo contamina parte do pelo do animal, especialmente o da cauda, afastando qualquer predador que tente mordê-lo enquanto ele finge estar morto. Uma doninha-listrada pode continuar fingindo estar morta por mais de 30 minutos enquanto espera que seu agressor perca o interesse e vá embora.

### Comunicação
Sabe-se que as doninhas-listradas se comunicam uns com os outros usando uma infinidade de sinais verbais e chamados. Os rosnados funcionam como um aviso para possíveis predadores, competidores ou outros inimigos recuarem. Gritos de alta amplitude foram observados como indicativos de situações de alta agressão, às vezes precedendo a pulverização de emissões anais ou combate. Um grito ondulante, de tom alto a baixo, tem sido usado para transmitir rendição ou submissão a um adversário. Esta chamada foi anotada para acompanhar a liberação subsequente do perdedor. Por outro lado, um chamado ondulante mais rápido e de menor amplitude foi interpretado como uma saudação amigável. Chamados de acasalamento são formas comuns de comunicação entre os sexos. As doninhas jovens geralmente têm um conjunto específico de chamadas e sinais, usados na adolescência, que significam angústia quando separados da mãe ou para contatá-la quando ela entra na toca compartilhada.
A comunicação visual também é usada pela doninha-listrada. Quando irritado ou assustado, os pelos das costas e da cauda ficam automaticamente eretos, fazendo o animal parecer maior. Durante interações amigáveis com outros de sua espécie, a doninha-listrada apresenta sua barriga preta, contrastando com a forma como exibe as listras em suas costas quando ameaçada. A comunicação olfativa envolvendo os fluidos das glândulas anais provavelmente também desempenha um papel na regulação das interações sociais.

## Ecologia

### Dieta e alimentação
Como outros mustelídeos, a doninha-listrada é um predador. Possui 34 dentes afiados, ideais para tosquiar e moer carne, além de uma dieta ampla e generalista que inclui vários animais pequenos. Ele pode caçar tanto pela visão quanto pelo olfato, e pode cavar no solo ou esterco para alcançar presas escavadoras. A análise do conteúdo estomacal mostrou que, em toda a sua área de distribuição, os insetos são o componente mais importante de sua dieta, seguidos pelos roedores murídeos e depois pelos répteis, embora mais répteis do que roedores possam ser consumidos em regiões áridas. Material vegetal também pode ser consumido, como evidenciado por algumas sementes (possivelmente amendoim) no estômago de um indivíduo, mas isso é muito mais raramente consumido do que carne. A maioria das espécies de presas capturadas são pequenas, embora animais maiores, até o tamanho de uma lebre, também sejam comidos. Num incidente excepcional, uma doninha-listrada atacou o bezerro recém-nascido de uma nyala.
As presas podem ser capturadas no chão ou extraídas de debaixo da superfície por meio de escavações, mas a doninha-listrada não tenta capturar presas no ar; se ela vê um inseto voando ou saltando, ela irá até onde a presa pousar e a capturará lá. Ao procurar invertebrados subterrâneos, a doninha-listrada enfia o focinho no solo e fareja de forma audível, e usa os membros anteriores para escavar sua presa após detectá-la. A maioria das presas vertebradas menores (incluindo anfíbios, lagartos, pássaros e pequenos roedores) é morta com uma mordida no crânio, às vezes também prendendo-as com um ou ambos os membros anteriores (embora isso nunca seja feito com pássaros). Presas maiores, como ratos (cujos crânios a doninha não consegue atravessar) tendem a precisar ser imobilizadas com os membros anteriores e múltiplas mordidas no pescoço, cabeça ou peito para serem eliminadas, e o predador pode até rolar ou dar uma cambalhota enquanto morde o pescoço. Ao caçar cobras, a doninha-listrada morde as costas da cobra e a sacode vigorosamente antes de recuar, movendo-se rapidamente para evitar os ataques da cobra. Isso é repetido quatro a cinco vezes para paralisar a presa, após o que a doninha a imobiliza com seus membros dianteiros e mata o réptil com uma mordida perto da cabeça.
A doninha-listrada pode carregar presas na boca ou arrastar presas maiores para trás, em direção à sua toca, antes de comer e, se tiver matado mais presas do que precisa, pode acumular algumas em sua toca. Ele geralmente come agachado, às vezes usando os membros anteriores para segurar a comida enquanto faz isso. As presas geralmente são comidas inteiras, começando pela cabeça, embora as penas e as pernas das aves e os estômagos dos roedores às vezes não sejam consumidos. Há relatos de que uma cobra de lábios vermelhos foi comida com a cauda primeiro, possivelmente porque a doninha não conseguiu distinguir qual extremidade era a cabeça depois que o réptil morreu. Animais maiores (incluindo ratos e cobras-toupeira) são esfolados antes de serem comidos, primeiro do ombro ou do flanco.

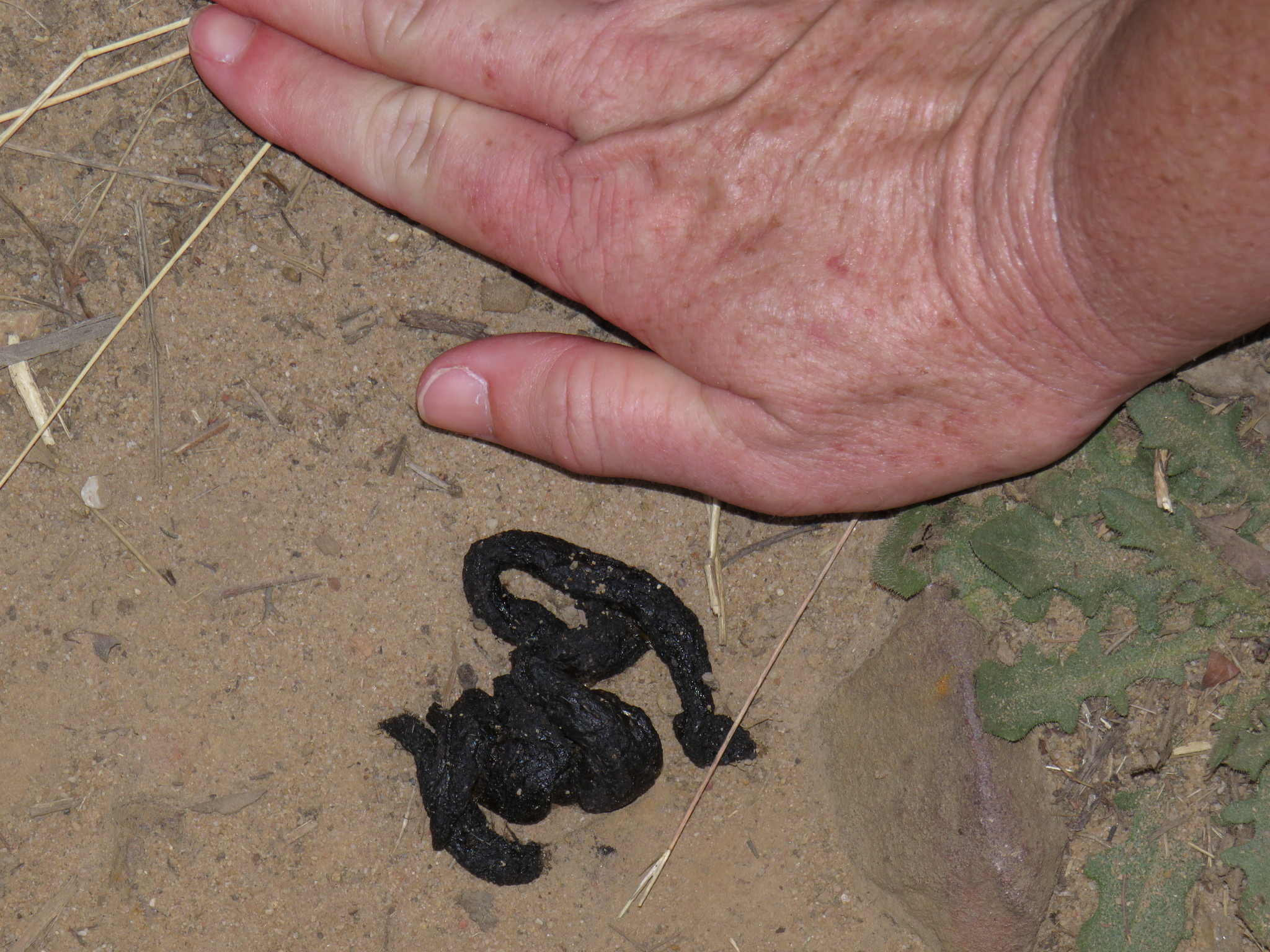
Fezes de doninha-listrada encontradas no Parque Nacional da Montanha da Mesa, África do Sul, com uma mão humana como escala.

Matar presas é um comportamento inato, como evidenciado pelo fato de que os jovens doninhas listradas criados em isolamento podem fazê-lo na mesma idade que aqueles criados por suas mães e usando os mesmos métodos que os adultos selvagens. Entretanto, quebrar ovos não é inato, e indivíduos em cativeiro geralmente demonstram pouco interesse em ovos de galinha inteiros ou não conseguem quebrar as cascas, embora lambam o conteúdo dos ovos e os reconheçam como alimento depois de aprenderem a quebrá-los mordendo-os ou rolando-os contra objetos duros. Embora a doninha-listrada consuma a maioria dos anfíbios que encontra, ela não come sapos bufonídeos, provavelmente porque são venenosos e intragáveis. A doninha-listrada tem uma alta taxa metabólica e um intestino curto entre 3,2 e 4,3 vezes o comprimento do seu corpo (excluindo a cauda), de modo que o alimento passa rapidamente e é excretado por defecação cerca de 165 minutos após o consumo, e o animal deve forragear ativamente durante a noite para atender às suas necessidades energéticas.
Esta espécie não bebe água com frequência, obtendo a maior parte da umidade necessária por meio dos alimentos. Quando bebe, ele lambe a água usando a língua. Um macho mantido em uma gaiola durante o inverno por duas semanas não bebeu nada durante esse período e só bebeu pequenas quantidades de água ocasionalmente quando o tempo estava quente. Fêmeas em cativeiro com filhotes amamentando foram observadas mergulhando o pescoço ou a parte inferior inteira na água durante o tempo muito quente, possivelmente para se refrescar e levar água para seus filhotes.

### Mortalidade e doença

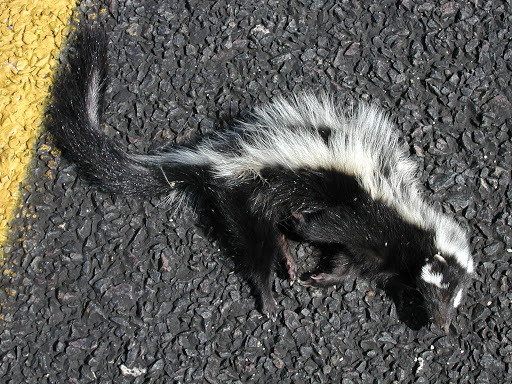
Carcaça de um furão listrado atropelado em Botsuana.

A vida útil de uma doninha-listrada é curta, geralmente apenas quatro ou cinco anos na natureza, embora indivíduos em cativeiro possam sobreviver por mais de 13 anos. A maioria dos predadores evita atacar esta espécie devido ao seu spray pungente e irritante, e ela não faz nenhum esforço para se esconder quando está forrageando, embora os cães domésticos os ataquem. Vários casos de hienas marrons atacando doninhas-listradas foram registrados, mas em apenas um deles a hiena conseguiu matar seu alvo. A hiena neste incidente era um filhote cuja mãe havia morrido recentemente e provavelmente estava com dificuldades para encontrar comida suficiente, comendo a doninha apenas por desespero. Além disso, apenas 0,3% das fezes da hiena marrom contêm pelos de doninha-listrada, indicando que as hienas raramente caçam essa espécie. Colisões de trânsito são uma das principais causas de morte de doninhas-listradas selvagens. Vários membros de um grupo familiar muitas vezes acabam mortos nas estradas porque não saem do local quando um deles é atropelado. Em comparação com os corpos de outros animais, como antílopes e lebres, as carcaças das doninhas listradas atraem muito poucos necrófagos, com apenas abutres ocasionalmente se alimentando delas. Portanto, os corpos de doninhas-listradas atropeladas tendem a permanecer na estrada por períodos muito maiores.
Duas espécies de nematóides são conhecidas como endoparasitas da doninha-listrada, a saber, Filaria martis e Hepaticofilaria pachycephalum. Dissecações de 21 carcaças de doninha-listrada de Cuazulo-Natal revelaram que quatro desses indivíduos tinham nematóides parasitas em seus estômagos. Um parasita causador da malária, Plasmodium roubaudi, foi encontrado em uma doninha-listrada do Senegal. A raiva também foi registrada neste mustelídeo. Os carrapatos ixodídeos são exoparasitas conhecidos deste mamífero, tendo as espécies Haemaphysalis zumpti e possivelmente Haemaphysalis leachi sido encontradas em dois indivíduos da África do Sul.

### Competição predatória
Na maior parte da África, os nichos ecológicos de pequenos carnívoros são ocupados principalmente por mangustos, e as genetas também estão presentes, ambas apresentando sobreposição considerável com a doninha-listrada em termos de alcance e dieta. Embora a competição com esses animais possa ocorrer, a doninha-listrada pode evitá-la em grande parte por ter hábitos ligeiramente diferentes; sua dieta consiste em mais mamíferos e pássaros do que a dos mangustos, e menos matéria vegetal do que a das genetas. Outra espécie de pequeno mustelídeo, a doninha-de-nuca-branca, coexiste com a doninha-listrada e tende a ser a mais rara das duas em regiões onde se sobrepõem. No entanto, a doninha-listrada africana tem uma dieta muito especializada, composta quase que exclusivamente de pequenos roedores, dos quais pássaros são capturados ocasionalmente, e entra em tocas para alcançar suas presas. Em contraste, a doninha-listrada tem uma dieta mais generalista, que inclui mais insetos e répteis, e captura roedores acima do solo. Esta partição de nicho reduz a competição entre estes dois mustelídeos.

## Conservação

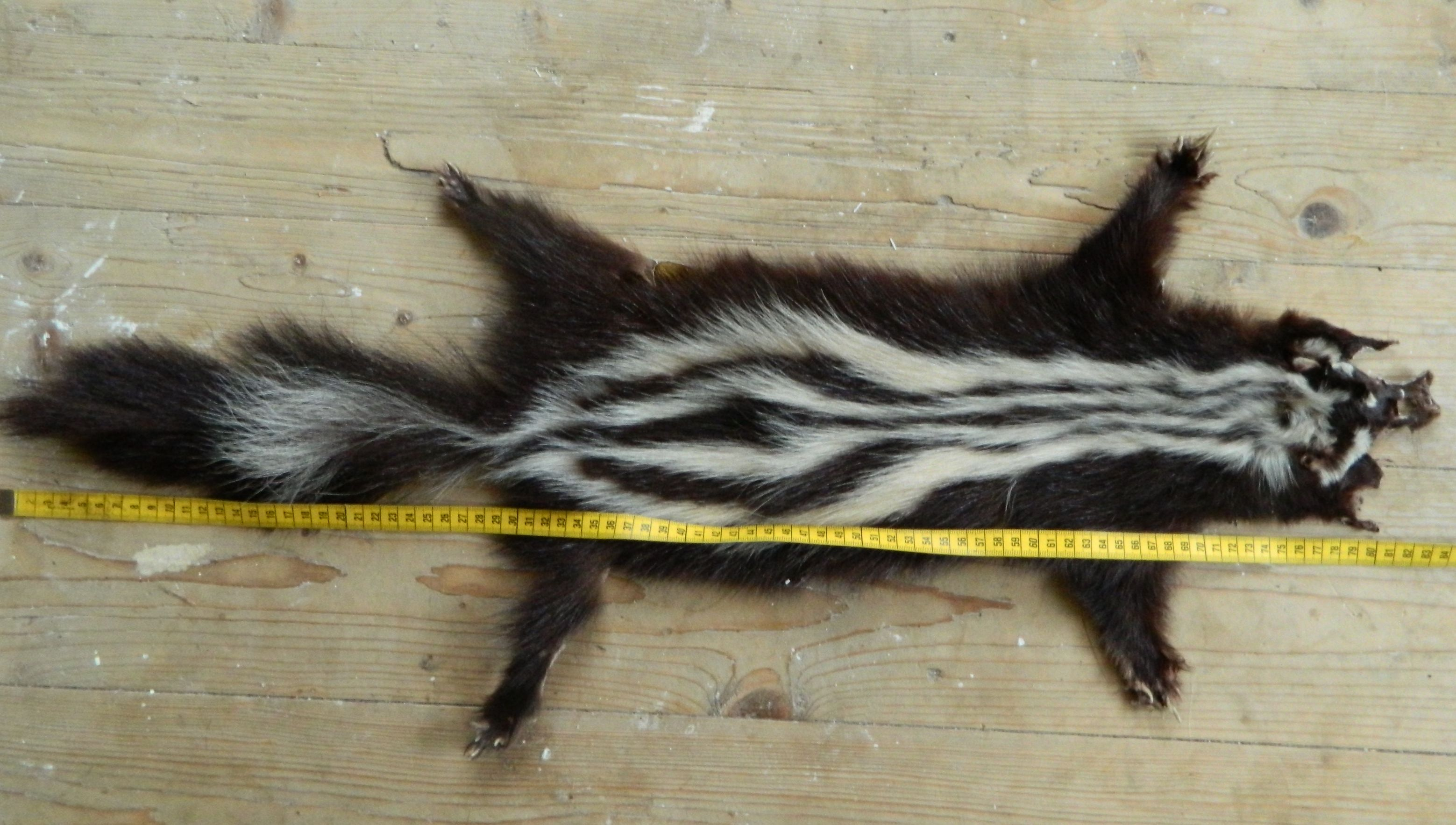
Pele de uma doninha-listrada.

A primeira avaliação feita pela IUCN da doninha-listrada foi concluída em 1996, que a listou como menos preocupante, e a mesma listagem foi dada em avaliações subsequentes feitas em 2008 e 2015. Sendo muito difundida em África e presente em múltiplas áreas protegidas, a organização concluiu que esta espécie não enfrenta grandes ameaças. Embora seus avistamentos sejam raros, isso pode ser atribuído aos seus hábitos noturnos, tornando improvável que cruze o caminho das pessoas. Colisões com veículos motorizados são uma das principais ameaças que esse animal enfrenta, provavelmente causando mais mortes de doninha-listrada do que qualquer outro fator nos tempos modernos. Facilmente domesticado mesmo quando adulto, os humanos às vezes coletam esta espécie como animal de estimação, ocasionalmente removendo as glândulas de fluido perto do ânus para torná-lo mais adequado como tal, embora também haja relatos de que este fluido está sendo colhido para uso como perfume. Alguns doninhas-listradas são mortos por humanos por caçarem aves, e o número crescente de humanos e cães selvagens em áreas rurais pode estar causando declínios na população local deste animal, mas acredita-se que essas ameaças não sejam significativas para a espécie como um todo.